# ブラック・アンド・ホワイト (芸術)

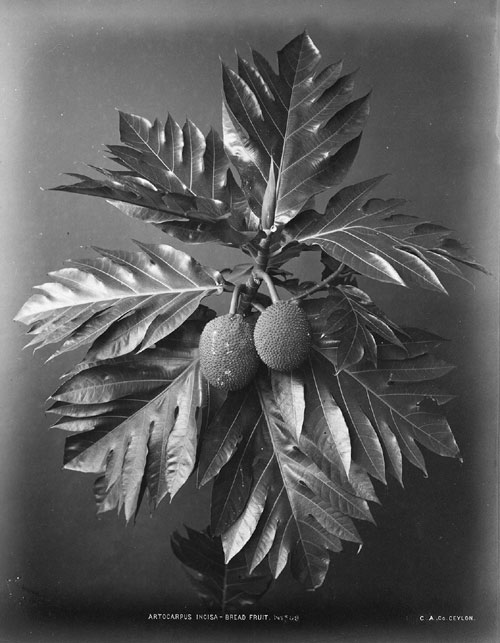
パンノキの白黒写真（1870年）

ブラック・アンド・ホワイト（Black-And-White, B&WやB/Wとも）
写真では連続スペクトルの白と黒を組み合わせ、さまざまな色合いのグレーを生成する。

## メディア
大抵の視覚メディアの歴史は白黒で始まり、技術の向上とともにカラーへと変わっていった。しかし、白黒の芸術写真やフィルム映画、アートフィルムはそのルールの例外だ。

### フォトグラフィー

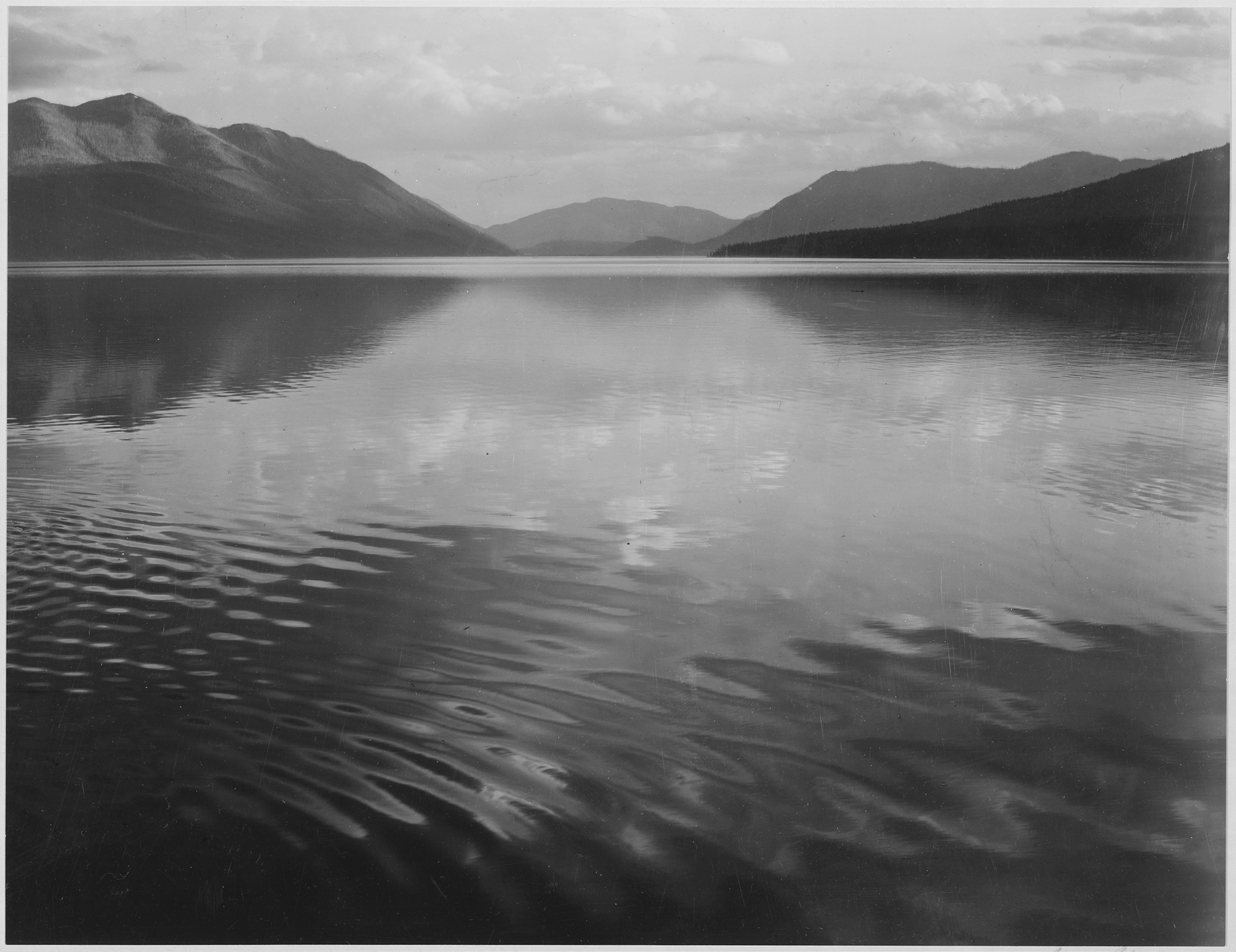
マクドナルド湖、グレイシャー国立公園、モンタナ州– アンセル・アダムス – 1933年から1942年の間に撮られた

主な記事:白黒写真

詳細情報:カラー写真

## 一時的な使用
1960年代の終わり、主流のフィルムはブラック・アンド・ホワイトで撮られなくなっていった。その理由の多くはフィルムがカラーでない場合、テレビ放送用のフィルムとして販売することは困難であるためといった商業的なものだ。
1961年は、ハリウッド映画の大部分が白黒で公開された最後の年だった。

## コンピューティング
コンピューター用語では、純黒と純白の画素による二値画像を指してブラック・アンド・ホワイト と呼ぶことがある。
通常ブラック・アンド・ホワイトと呼ばれる画像、つまりはグレーの濃淡を含んだ画像はこうした文脈ではグレースケールと呼ばれる。

## 関連記事
Dr5クローム現像
- 1966年に製作されたモノクロ映画の一覧（英語版）
- モノクローム
- パンクロフィルム（英語版）
- 画像編集

| サブスタブ | この項目は、まだ閲覧者の調べものの参照としては役立たない、書きかけの項目です。この項目を加筆・訂正などしてくださる協力者を求めています。このテンプレートは分野別のサブスタブテンプレートやスタブテンプレート（Wikipedia:分野別のスタブテンプレート参照）に変更することが望まれています。 |